# Faïencerie de Castres

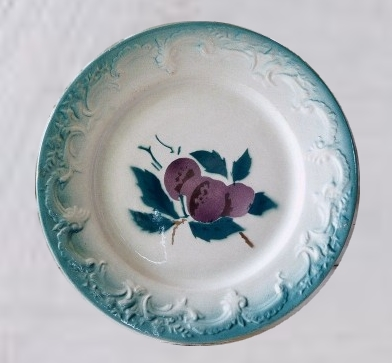
Assiette en faïence, décor de prunes à l'aérographe et au pochoir. Début XXe siècle.

La Faïencerie de Castres est une manufacture de terres vernissées et de faïences fines créée vers 1820 à l'Albinque, un quartier de Castres (Tarn), sur un terrain appartenant au Grand Séminaire. 

## Historique

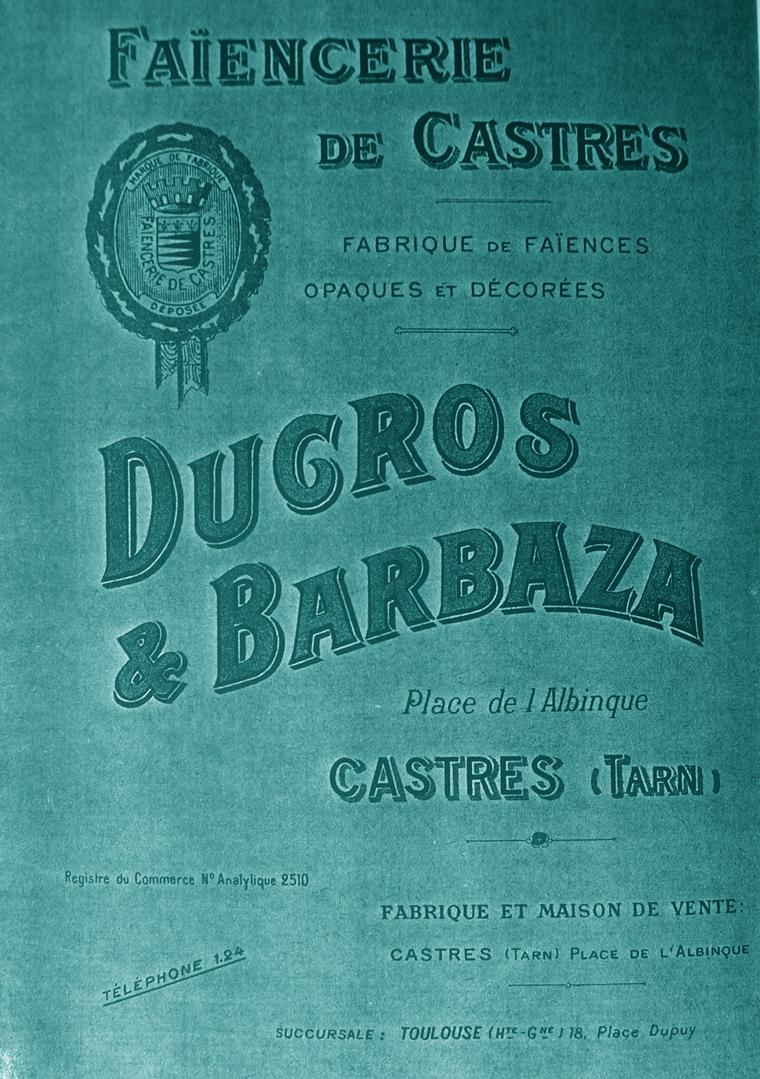
Catalogue Ducros et Barbaza, vers 1920

Fabricant à l'origine des produits de basse qualité, l'établissement n'acquiert de l'importance que dans la seconde moitié du XIXe siècle sous l'impulsion de ses nouveaux propriétaires, les Ducros. Dès le début, les locaux de la faïencerie sont loués par Jean-Pierre Ducros au Grand Séminaire et c'est Émile Roussel qui exploite la manufacture.

Jean-Pierre Ducros décède en 1846. En 1847, sa veuve Joséphine Tricou rachète la faïencerie. Elle est secondée par Raymond et Ernest, ses deux fils, et la raison sociale devient alors « Ducros et Cie ».
La manufacture participe à des expositions régionales, elle est récompensée à plusieurs reprises par des médailles d'argent ou de vermeil.

Dotée de 3 fours en 1872, sa main d'œuvre atteint plus de 100 salariés en 1883. La production va cependant lentement décliner imposant une restructuration.

En 1911 Pierre Barbaza apporte les capitaux permettant à Jean Ducros, fils et successeur d'Ernest Ducros, de moderniser la faïencerie. La production est relancée et les effectifs suivent. La raison sociale devient alors « Ducros et Barbaza ».

La manufacture devient réellement usine. La politique commerciale se fait plus agressive : on a recours à des succursales et à des voyageurs de commerce, les produits sont proposés avec de nombreuses variétés de décors réalisés par impression, au pochoir, au tampon, à l'aérographe.
Dans les années 1920, la fabrique connaît de nouvelles difficultés, aggravées par la crise mondiale de 1930. En 1933 une grève éclate mais les problèmes perdurent. Fragilisés par la structure familiale de leur capital face aux grandes sociétés anonymes de faïencerie, Jean Ducros et Pierre Barbaza décident de vendre et la manufacture cesse son activité en 1936.

## Production
Elle recouvre deux productions distinctes, la terre vernissée et la faïence fine.
- Concernant la première : pots à graisses, plats, gresalles, etc.
- Concernant la seconde, la manufacture est surtout connue pour ses céramiques culinaires et utilitaires: vaisselle pour la table ou la cuisine, service de toilette ou bénitier de chevet pour la chambre, jardinière et cache-pot pour le salon sans compter les pièces en barbotine (pot à tabac, tirelire, porte-photo, etc.). La diversité de cette production de faïence (au contraire des terres vernissées) est connue avec précision par plusieurs catalogues imprimés par la manufacture pour ses représentants, ils répertorient les formes et donnent les tarifs suivant le décor.

## Entreprise
La manufacture est composée de nombreux bâtiments. Aujourd'hui ils sont occupés par une brocante, des ateliers d'artiste et des lieux de stockage. La destruction d'une partie de ces derniers en juin 2013 a permis de découvrir au moins trois soles de fours dans un état de conservation plus que remarquable. Des fouilles organisés par le CERAC ont permis d'étudier le site et de prélever un nombre important de tessons (aussi bien en terre vernissée qu'en faïence) ainsi que des ustensiles permettant la production tels que des moules en plâtres, des pernettes ou des restes de casettes. Voici quelques papiers à entête correspondant à différentes époques de la faïencerie.
|  |  |  |

## Caractères stylistiques

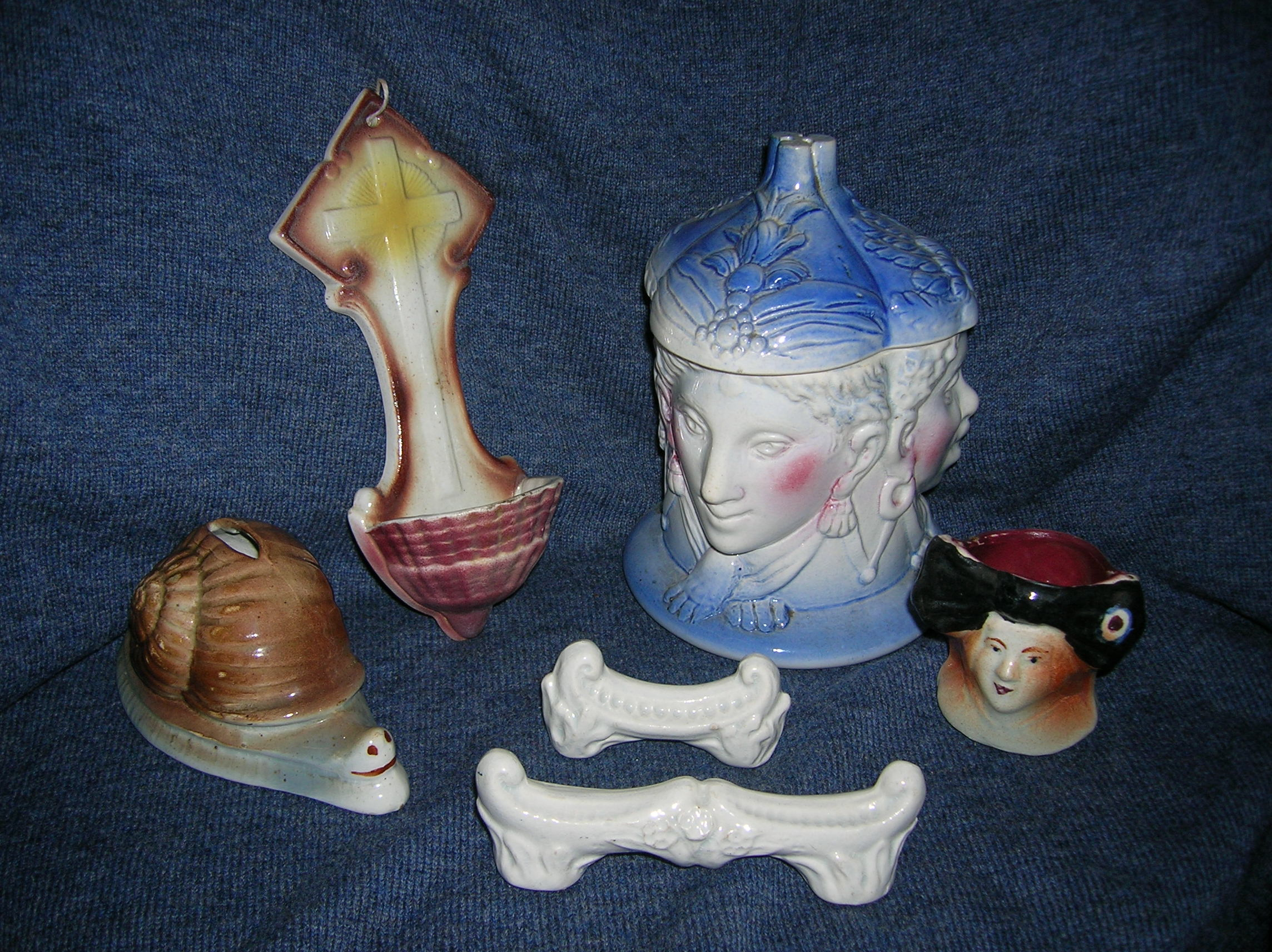
Pièces de forme en faïence de Castres

La production de terres vernissées de Castres reste en grande partie à découvrir, mais ne diffère a priori en rien de ce qui se fait à l'époque dans le Languedoc. Après le passage à la faïence fine à la fin du XIXe siècle, la manufacture adopte la fabrication de faïences imprimées. Les décors sont réalisés au pochoir, au tampon, au pinceau, par décalcomanie ou à l'aérographe.
Trois séries de décors d'assiettes sont à signaler : tout d'abord une série de douze assiettes à dessert intitulée « Guerre de 1914 » représentant des scènes de la vie militaire et des scènes de combat de la Première Guerre mondiale, une série de douze assiettes librement inspirées de Mickey Mouse et enfin une série de 13 assiettes représentant des villes importantes du sud de la France, principalement des préfectures.

### Marques

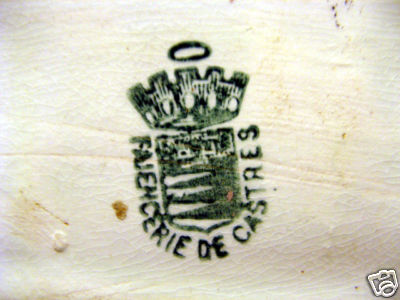
Marque principale

Les terres vernissées produites à Castres ne sont qu'exceptionnellement marquées, et trouver une telle pièce relève du défi. Pour ce qui est de la faïence, le tampon le plus répandu représente le blason de la ville de Castres entouré des termes « Faïencerie de Castres ». Il existe en 3 tailles. Un nom ou un numéro de décor l'accompagne parfois. Certains décors ou séries - telle que la série d'assiettes sur la « Guerre de 1914 » - possèdent leur propre tampon.
 Mais ici aussi un nombre important de pièces produites par la manufacture ne portent qu'un nom ou un numéro de décor, voire malheureusement pas de marque du tout, empêchant une attribution facile pour le néophyte.

## Musée
Le Musée Goya de Castres possède une collection importante, conservée en réserves et malheureusement invisible pour le public.